# Línguas da Índia
As línguas da Índia pertencem, de modo geral, a duas famílias linguísticas principais: a família indo-europeia — cujo ramo principal é o indo-ariano, falado na Índia por cerca de 70% da população e que inclui as línguas dárdicas — e a dravídica, falada por cerca de 22% da população. Outras línguas faladas na Índia pertencem às famílias linguísticas austro-asiática e tibeto-birmanesa ou são línguas isoladas.

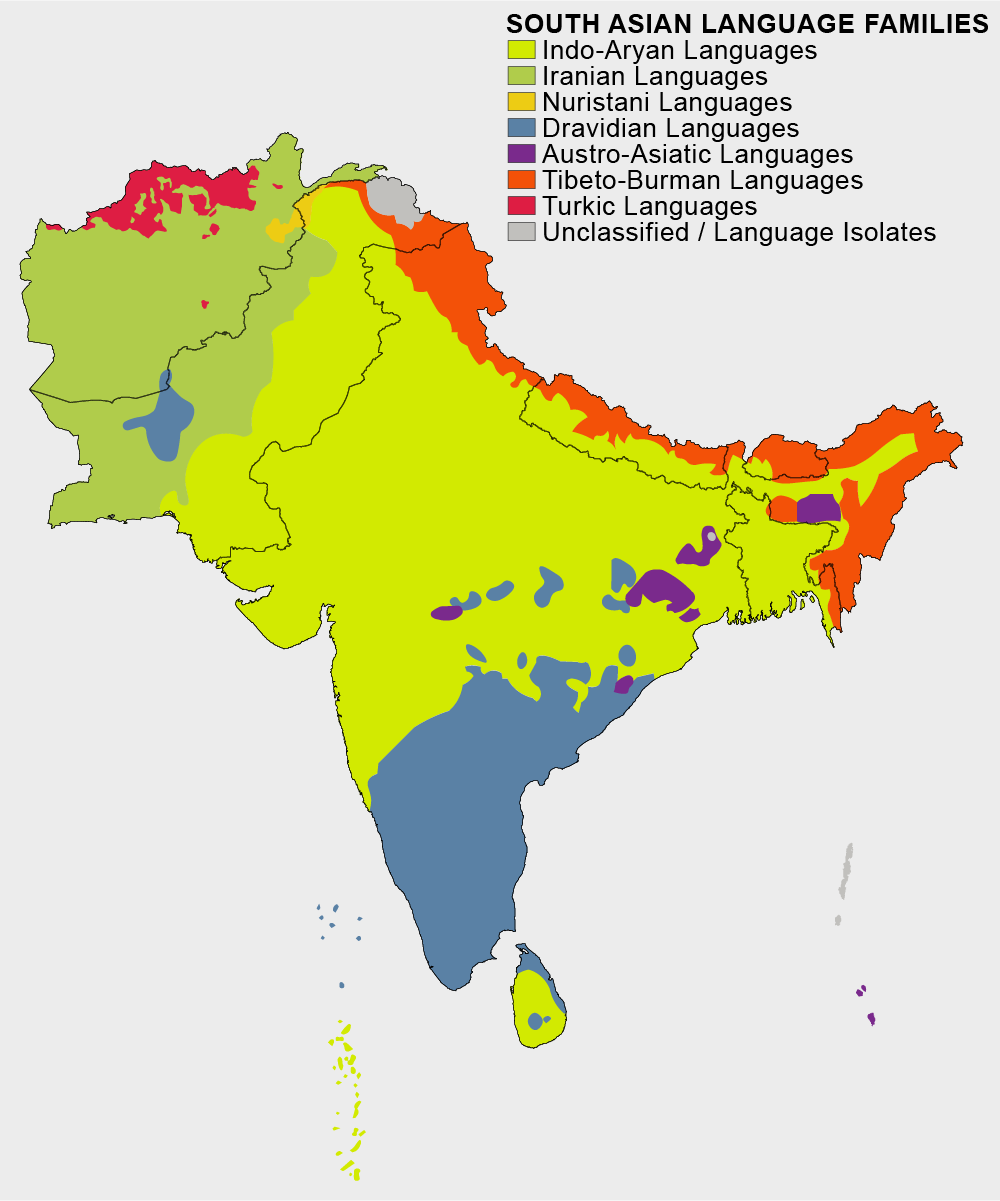
Famílias linguísticas no sul da Ásia

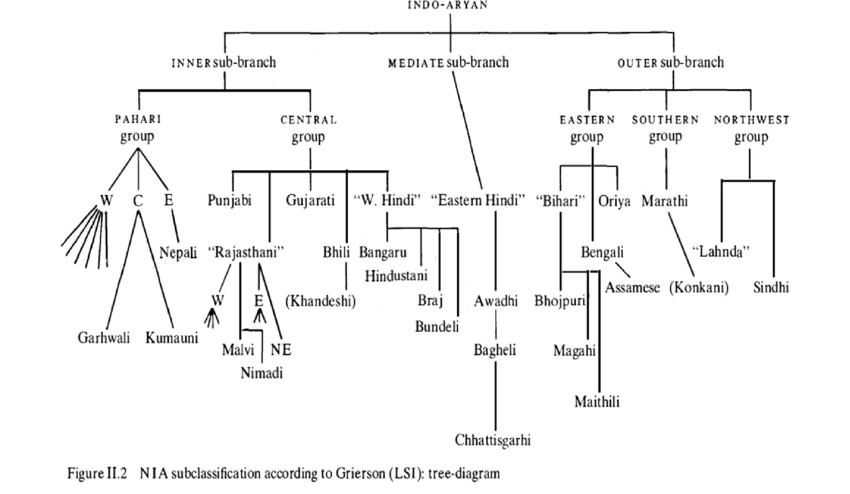
O gráfico de classificação das línguas indo-arianas da Índia

## História
Os idiomas do norte indiano, da família indo-europeia, evoluíram do indo-ariano antigo — por exemplo, o sânscrito — através do prácrito (indo-ariano médio) na Idade Média. Não há consenso, porém, de quando surgiram as línguas indianas modernas.
Cada idioma sofreu influências diferentes. O híndi e o urdu foram influenciados pelo persa e as línguas dravídicas, apesar de não pertencentes ao indo-europeu, num estágio posterior foram fortemente influenciadas pelo sânscrito. As línguas dravídicas mais importantes são o tâmil, o telugo, o canará e o malaiala.

## Famílias linguísticas
As línguas faladas na Índia podem ser agrupadas em famílias linguísticas, sendo a indo-europeia, representada predominantemente pelo ramo indo-ariano, a maior em termos de número de falantes (mais de 700 milhões). Outras línguas da mesma família, mas de ramo diferente, estão também presentes na Índia, tais como o persa, o francês, o português e o inglês. A segunda maior é a família dravídica (cerca de 200 milhões de falantes). Minorias linguísticas incluem línguas pertencenes às famílias austro-asiática (por volta de 10 milhões de falantes) e tibeto-birmanesa (cerca de 6 milhões). O caxemiriano, considerado uma língua dárdica, tem pouco mais de 4,5 milhões de falantes na Índia. Há ainda uma língua isolada, o naali.

## Línguas clássicas da Índia
O sânscrito e o tâmil são considerados oficialmente idiomas clássicos da Índia. Considera-se, entretanto, o sânscrito do gramático Panini como sânscrito clássico, em oposição à forma mais antiga da língua védica. Robert Caldwell, o primeiro linguista a estudar as línguas dravídicas em seu conjunto, usou o termo "clássico" para distinguir as formas literárias do canará, do tâmil, do malaiala, do telugo e do tulu de suas formas coloquiais.

## Línguas oficiais
Na Índia, não há o conceito de "língua nacional" única. As línguas oficiais são estabelecidas para cada estados. No entanto, o híndi, na escrita devanágari, é reconhecido como o idioma oficial do governo, mas é também permitido o uso do inglês para fins oficiais. A Constituição da Índia reconhece 22 línguas oficiais, faladas em diferentes partes do país. São elas:
1. Assamês
2. Bengalês
3. Bodo
4. Dogri
5. Guzerate
6. Híndi
7. Canará
8. Caxemiriano
9. Concanim
10. Maitíli
11. Malaiala
12. Manipuri
13. Marata
14. Nepalês
15. Oriá
16. Panjábi
17. Sânscrito
18. Santale
19. Sinde
20. Tâmil
21. Telugo
22. Urdu

O híndi é a língua oficial dos estados de Utar Pradexe, Biar, Jharkhand, Uttarakhand, Madia Pradexe, Rajastão, Chatisgar, Himachal Pradexe, Hariana, da capital nacional e do território de Déli. O bengali é a língua oficial de Bengala Ocidental e certas partes do nordeste. O marata é o idioma oficial de Maharashtra. O punjabi é o idioma oficial do Punjab, Hariana, Jammu e Caxemira e Himachal Pradexe. O gujaráti é a língua oficial do Guzerate. O tâmil, do Tâmil Nadu e dos territórios indianos de Pondicherri e Ilhas Andamã e Nicobar. O malaiala é a língua oficial de Kerala e Laquedivas. O canará, de Carnataca. O télugo, de Andra Pradexe. O oriá, de Orissa. O assamês, de Assam. O inglês é a língua co-oficial do país e cada uma dos estados mencionados acima podem ter outras línguas co-oficiais.

## Sistemas de escrita
As diversas línguas indianas têm alfabetos distintos. O urdu e, às vezes, o caxemira, o sindi e o punjabi são escritos em formas modificadas da escrita árabe. Exceto para estes idiomas, os alfabetos das línguas indianas são nativos da própria Índia. A maioria dos estudiosos consideram estas escritas índicas como provenientes do alfabeto aramaico, sendo, pois, relacionadas aos alfabetos hebreu, árabe, grego.